# 布勞恩·史卓曼
亞當·謝爾（英語：Adam Scherr，1983年9月6日—）是出生於美國北卡羅萊納州的職業摔角選手，他所較廣為人知的擂台名稱為「布勞恩·史卓曼」（Braun Strowman）。他目前受聘於世界摔角娛樂，在SmackDown品牌亮相。
在WWE時期曾贏得一次環球冠軍、一次洲際冠軍及二次Raw雙打冠軍。

## 經歷

### 力氣競賽
在進入摔角聯盟WWE以前，亞當曾多次拿下各種力量競賽項目的優勝。其中包括了2011年的美國業餘全國錦標賽（US Amateur National Championships ）獲勝者、2012年阿諾業餘強人錦標賽（Arnold Amateur Strongman Championships）冠軍、以及2013年阿諾強人經典賽第10名成績等等。

### WWE

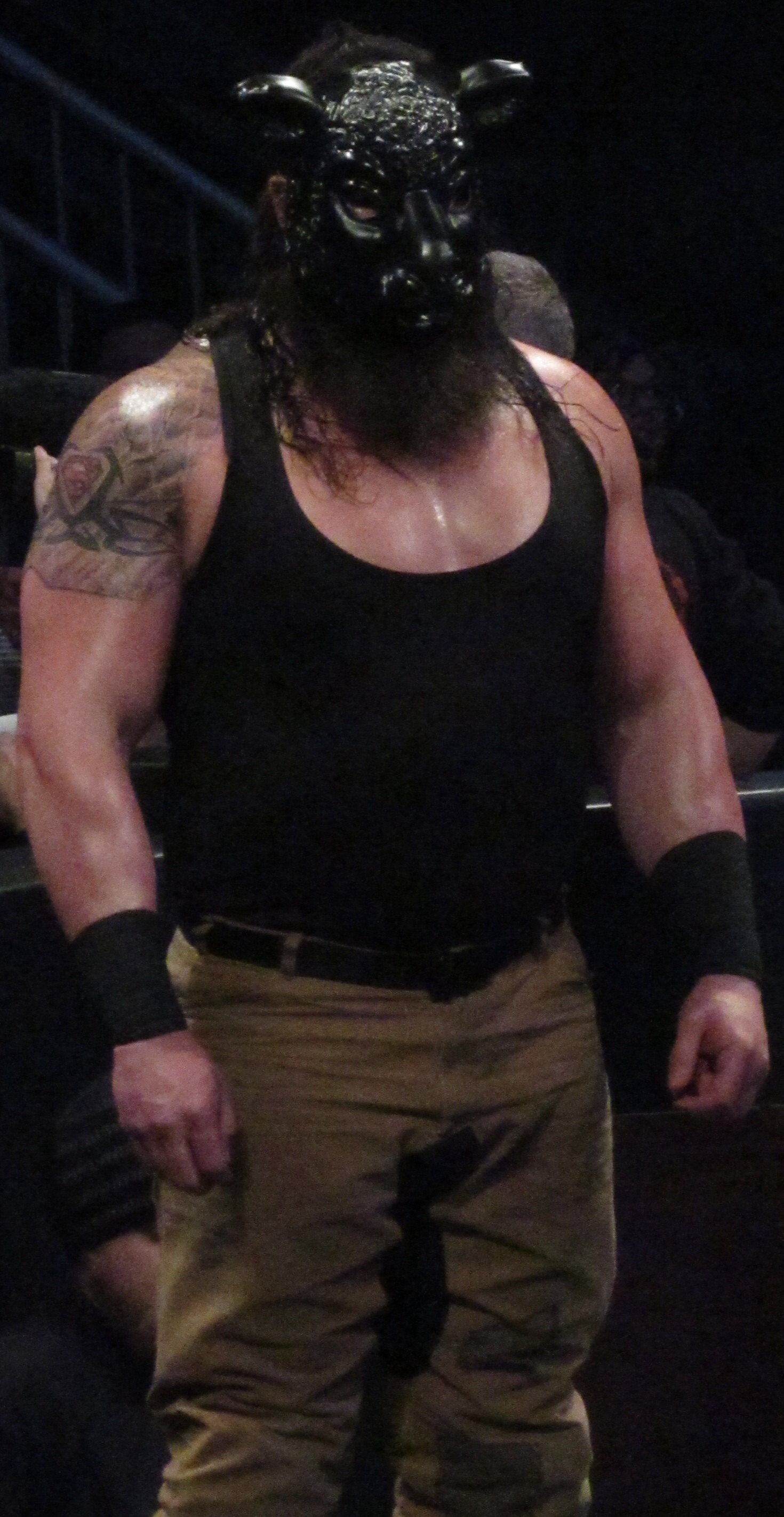
戴著黑色羔羊面具造型出場的布勞恩·史卓曼。

#### 初期
2013年5月12日亞當與摔角聯盟WWE完成簽約，之後前往位於佛羅里達州奧蘭多一帶的WWE表演中心接受摔角訓練，並開始採用「布勞恩·史卓曼」為擂台名稱。
此期間布勞恩也有在WWE節目上參與一些配角人物的演出，例如於2014年5月間擔任在摔角選手亞當·羅斯入場時；站在一旁替對方歡呼加油的派對團體成員之一。

#### NXT時期
2014年12月19日，布勞恩於WWE旗下的NXT聯盟賽事節目上首次以摔角手身份正式登場。在當時位於佛羅里達州傑克遜維爾舉辦的比賽中，布勞恩擊敗了對手查德·蓋博。

#### 外耶特家族時期
之後在2015年8月24日，WWE讓布勞恩升格於主要節目《RAW》裡頭登場；並將他在節目上定位為摔角團隊「外耶特家族」的新成員。在當天由外耶特家族的布雷·外耶特與盧克·哈波爾；面對由迪恩·安布羅斯和羅曼·瑞恩斯的二對二主賽中，當在布雷·外耶特一方處於不利時，戴著黑色羔羊面具的布勞恩則突然從場邊闖入；攻擊了迪恩·安布羅斯與羅曼·瑞恩斯倆人。
加入外耶特家族後，布勞恩初次在《RAW》上的個人賽事勝利，是在8月31日上與迪恩·安布羅斯的一對一比賽中；在對方使用犯規攻擊的情況下取勝。而他所首次參與的PPV大型賽事，則是9月的《冠軍之夜》裡與外耶特家族成員；面對由迪恩·安布羅斯、羅曼·瑞恩斯、克里斯·傑利可所組成團隊的三對三比賽。之後布勞恩參與的2016年第29屆《皇家大戰》的壓軸賽多人混戰（Battle Royal）中，雖然布勞恩並非最後優勝人選；但過程中與羅曼·瑞恩斯並列為當天在擂台上淘汰最多人數的選手。

#### 單飛時期
WWE在2016年夏季期間開始將旗下選手各分配到《RAW》、與《SmackDown》節目裡，布勞恩當時則被安排從外耶特家族拆夥；單飛至《RAW》當中。
在要以獨立選手身份在《RAW》演出後，WWE開始規劃一連串讓布勞恩對抗各地獨立圈選手的比賽；來表現出布勞恩的強度。之後包括7月25日的與詹姆斯·艾爾斯沃茲、或8月1日對上厄文·安德霍姆（Evan Anderholm）、到10月10日和浪花兄弟（The Splash Brothers）的一對二、以及甚至10月17日與高亢邁爾三重奏（The Mile-High Trio）的一對三賽事，都是以壓倒性的過程取勝。
隨後WWE逐步安排讓布勞恩對於都是和弱小選手對賽一事；感到抱怨不滿，而與主線選手山米·贊恩對抗的新情節。之後在10月31日；一場優勝者能於11月第30屆《強者生存》大賽上代表節目《RAW》一方出戰的多人混戰裡，布勞恩在最後淘汰掉山米·贊恩，獲得了在《強者生存》登場的資格。

## 擂台資料

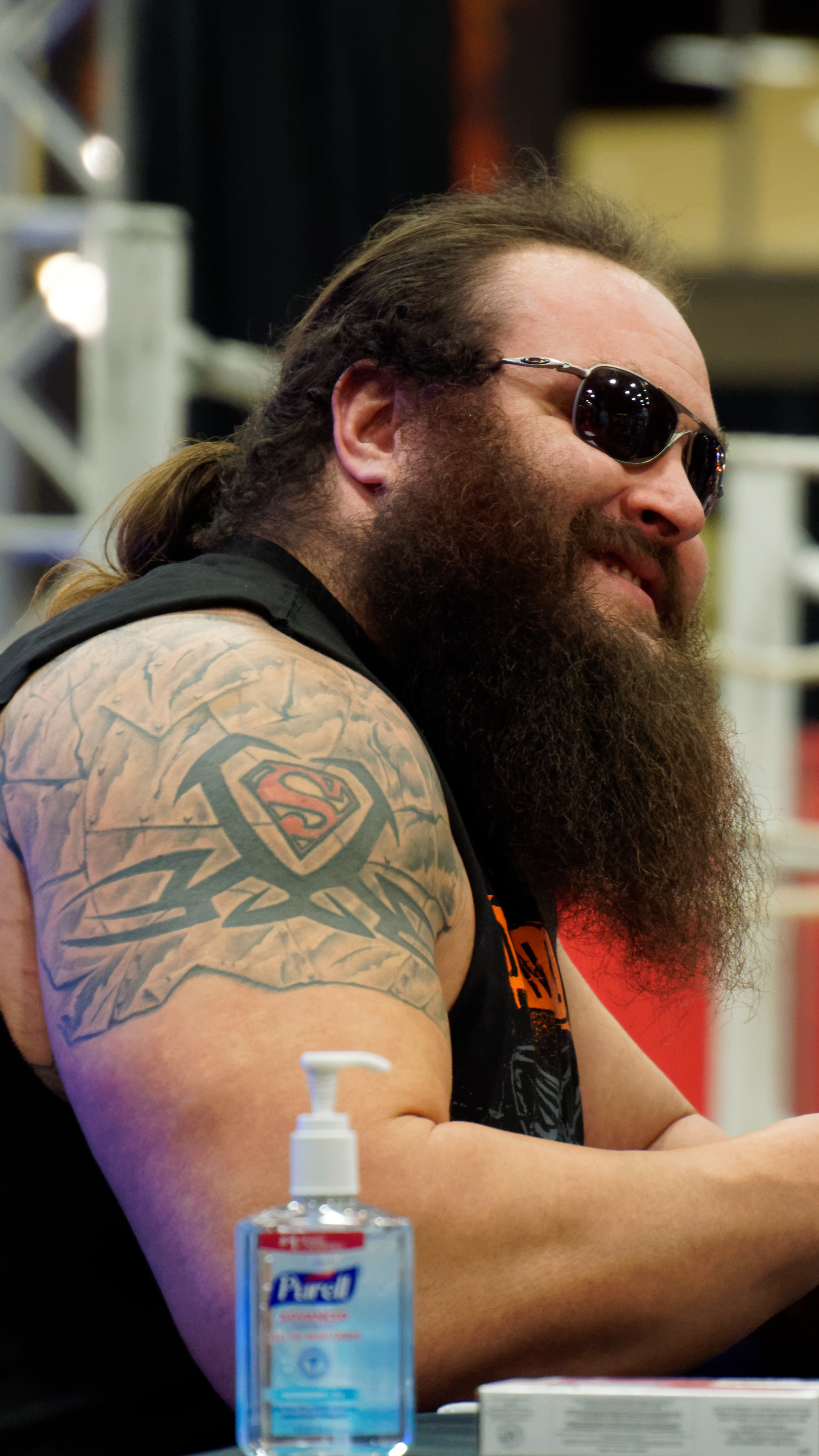
布勞恩·史卓曼在2016年第32屆《摔角狂熱》的摔迷會場上。

### 招式

#### 終結技
- 助跑型威力翻摔（Running powerslam）
- 逆向喉輪落顏面落下技（Reverse chokeslam facebuster）
- 翻轉型顏面落下技（Shoulder flip facebuster）
- 舉臂三角鎖（Lifting arm triangle choke）

#### 其它代表招式
- 金臂勾（Clothesline）
- 大腳踢擊（Big boot）
- 角柱身體撞擊（Body avalanche）
- 肩膀撞擊（Body block）

#### 外號
- 人間怪獸（The Monster Among Men）
- 人間山脈（The Mountain of a Man）
- 黑羊（The Black Sheep）

### 入場曲
- 《Live in Fear》（外耶特家族時期使用）
- 《Swamp Gas》（與盧克·哈波爾或埃爾伊克·洛望搭檔時使用）
- 《I Am Stronger》（單飛時期使用）

### 評比
- 《Pro Wrestling Illustrated》雜誌票選2016年前500大摔角選手第163名[22]

## 外部連結
- WWE官方網站的布勞恩·史卓曼介紹 （页面存档备份，存于）（英文）
- 布勞恩·史卓曼的X（前Twitter）